# Sacile
Sacile (Sacìl in dialetto liventino ed in veneto) è un comune italiano di 19 910 abitanti del Friuli-Venezia Giulia.

## Geografia fisica

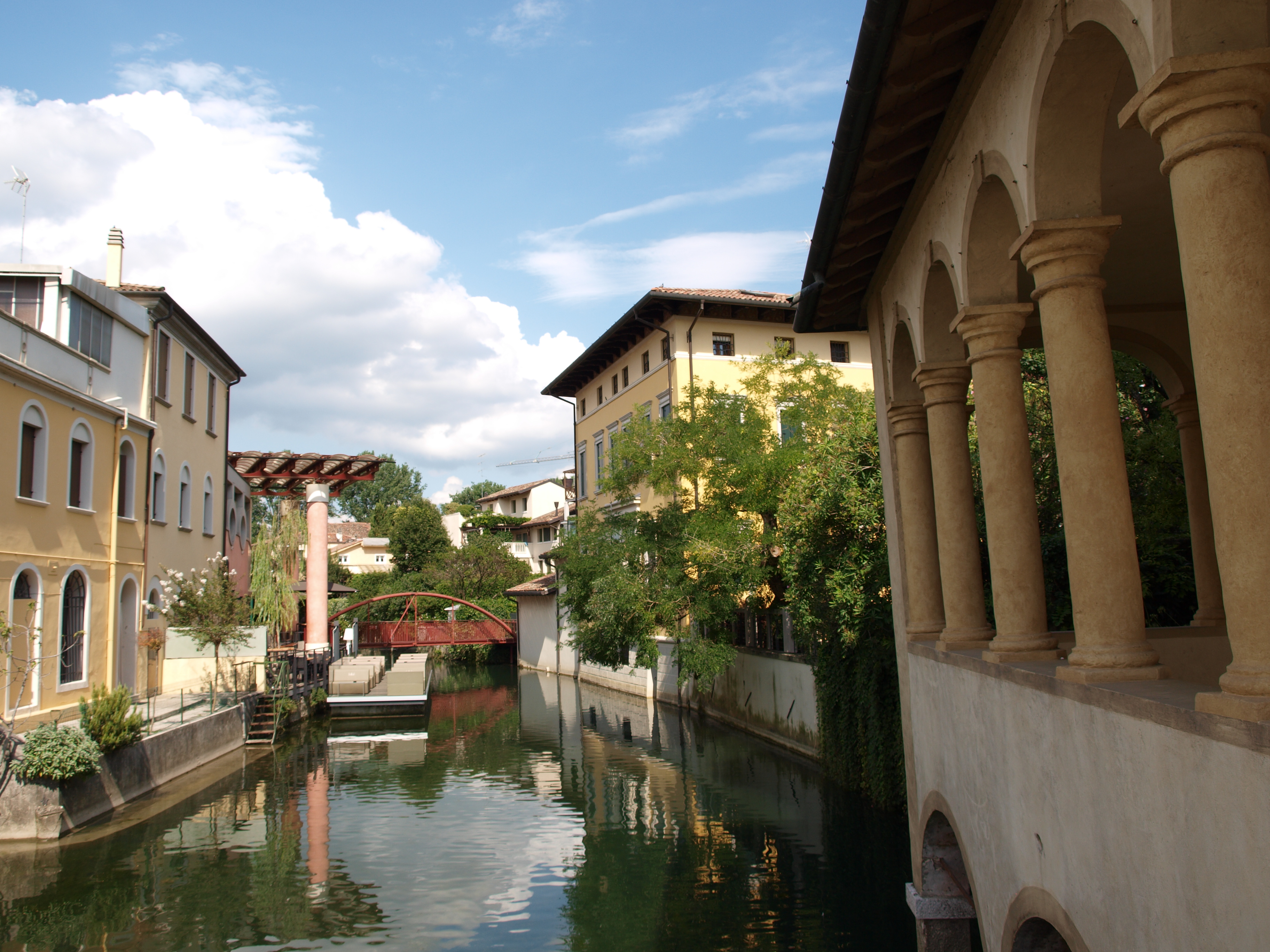
Ramo della Livenza a Sacile, nei pressi della chiesa di Santa Maria della Pietà

Sacile è la seconda città della provincia (di Pordenone) e la sesta della regione per numero di abitanti.
Il caratteristico centro storico sorge su due isole sul fiume Livenza, lungo le cui sponde si affacciano numerosi palazzi nobiliari del periodo veneziano. Per tale motivo viene spesso soprannominata come la piccola Venezia; molto utilizzato inoltre è l'appellativo di Giardino della Serenissima.
Sacile è suddivisa in numerose frazioni, fra cui: Camolli, Cavolano, Cornadella, Ronche, San Giovanni del Tempio, San Giovanni di Livenza, San Liberale, San Michele, San Odorico, Schiavoi, Topaligo, Villorba, Vistorta.

## Storia
In epoca romana il territorio di Sacile rientrava nella giurisdizione del municipio di Oderzo, ma non è provata l'esistenza di un vero centro abitato. Dopo la distruzione di Oderzo da parte dei Longobardi di re Grimoaldo (667), la zona assunse importanza strategica in quanto localizzata nel punto in cui la strada che collegava Pavia (capitale del regno longobardo) a Cividale superava il Livenza tramite un ponte; in aggiunta, il fiume era divenuto un confine naturale tra i neoistituiti ducati di Ceneda e del Friuli.
Il primo riferimento alla zona di Sacile è contenuto nell'Historia Langobardorum di Paolo Diacono, dove è ricordato uno scontro tra i friulani fedeli a re Cuniperto e le truppe del ribelle Alachis avvenuto sul finire del VII secolo presso il ponte, posto nella selva di Capulanus (Cavolano). Si può supporre - con qualche riserva - che ancora Sacile non esistesse.
Alla luce di ciò, si ipotizza che Sacile sia stata fondata nell'VIII secolo come avamposto militare collocato presso un'isola artificiale (un "sacco", da cui il toponimo) ottenuta grazie all'escavo di una diversione del Livenza. Mantenne a lungo una condizione di centro di confine, stretto tra le giurisdizioni del castello di Cavolano, a sud, e del castello di Caneva, a nord e, dal punto di vista ecclesiastico, tra le diocesi di Ceneda e di Concordia.
Il fortilizio doveva essere ancora in piena attività nel X secolo, quando avrebbe sostenuto l'invasione degli Ungari, tuttavia con il tempo cominciò ad affiancare alle funzioni militari quelle di centro industriale e commerciale. Grazie alla presenza del Livenza che forniva l'energia meccanica necessaria, il borgo poté arricchirsi di impianti per la lavorazione dei metalli e la molitura. Lo stesso fiume, grazie ad alcune opere idrauliche, venne reso navigabile fino al mare, aprendolo ai traffici.
Discorso diverso per i mercati i quali, per questioni soprattutto igieniche, non potevano tenersi all'interno della città. La zona extramuraria, come si è visto, ricadeva però sotto altre giurisdizioni e i Sacilesi dovettero quindi faticare non poco per ottenere concessioni dai vicini, che talvolta si risolvevano in violenti liti.
A partire dall'XI secolo la città poté godere di ulteriori vantaggi in concomitanza con la formazione dello Stato patriarcale. I principi-vescovi, infatti, scelsero Sacile per trascorrervi lunghi soggiorni durante i quali emettevano sentenze, incontravano ambasciatori, organizzavano feste. Nel 1190 l'abitato ottenne le libertà comunali, ovvero la concessione dell'autonomia amministrativa mediante la stesura di propri statuti. In età medievale, dunque, Sacile rappresentava un centro aperto e dinamico, decisamente opposto alle ristrette realtà dei feudi confinanti.
Nel 1366, precisamente l'8 novembre, a Sacile furono promulgate le Constitutiones Patriae Foriiulii (Costituzioni della Patria del Friuli) una delle più antiche costituzioni scritte della storia.
Nel 1420 Sacile, come il resto del Friuli, venne annessa alla Repubblica di Venezia; durante il periodo veneziano ci fu un grande sviluppo grazie ai commerci, soprattutto fluviali e molte famiglie nobili eressero i loro palazzi lungo il fiume e i suoi canali. Nel 1797, alla caduta della Serenissima, Sacile perse il potere sui territori dei paesi vicini ed entrò in una crisi economica.
Il 3 aprile 1809, a Camolli nei pressi di Sacile ci fu una battaglia tra le truppe austriache e quelle francesi ed italiane che furono sconfitte e furono costrette a ritirarsi.
Nel 1816 con la Restaurazione Sacile entrò a far parte del Regno Lombardo-Veneto; nel 1855 arrivò la ferrovia Venezia-Udine che contribuì a rilanciare l'economia.
Con l'annessione al Regno d'Italia nel 1866 sorsero anche le prime attività industriali.
Il terremoto del 18 ottobre 1936 provocò gravi danni agli edifici, danneggiando anche l'antica cinta muraria.

### Simboli
(Descrizione araldica del gonfalone)

### Logistica militare
Nello scacchiere geopolitico del Friuli, Sacile è stata considerata dalla Forze armate italiane una località strategica dal punto di vista militare, dotata di una autonoma stazione sull'importante linea ferroviaria Venezia-Udine. Il distretto militare di Sacile fu istituito nel 1907 ed ebbe importanza durante la prima guerra mondiale (esiste una cartolina con le "nuove caserme" spedita nel 1916) e fino agli anni 1960.
Una prima caserma fu eretta sui resti di un antico convento acquistato dal Comune e ospitò un reparto di bersaglieri e un distaccamento del terzo cavalleggieri "Savoia". Dopo il primo conflitto la caserma fu intitolata allo scrittore triestino e volontario irredentista Scipio Slataper. Da allora la caserma ha ospitato sempre importanti reparti militari di fanteria. Dal 1949 al 1976 è stata sede del 182º Reggimento Fanteria Corazzata Garibaldi. Attualmente ospita il "7º Reggimento Trasmissioni".
A causa dell'importanza logistica di Sacile fu ripetutamente bombardata sia durante la prima che nella seconda guerra mondiale.

### Onorificenze
Sacile è tra le città decorate al valor militare per la guerra di liberazione, insignita della medaglia di bronzo al valor militare per i sacrifici delle sue popolazioni e per l'attività nella lotta partigiana durante la seconda guerra mondiale:

## Monumenti e luoghi d'interesse

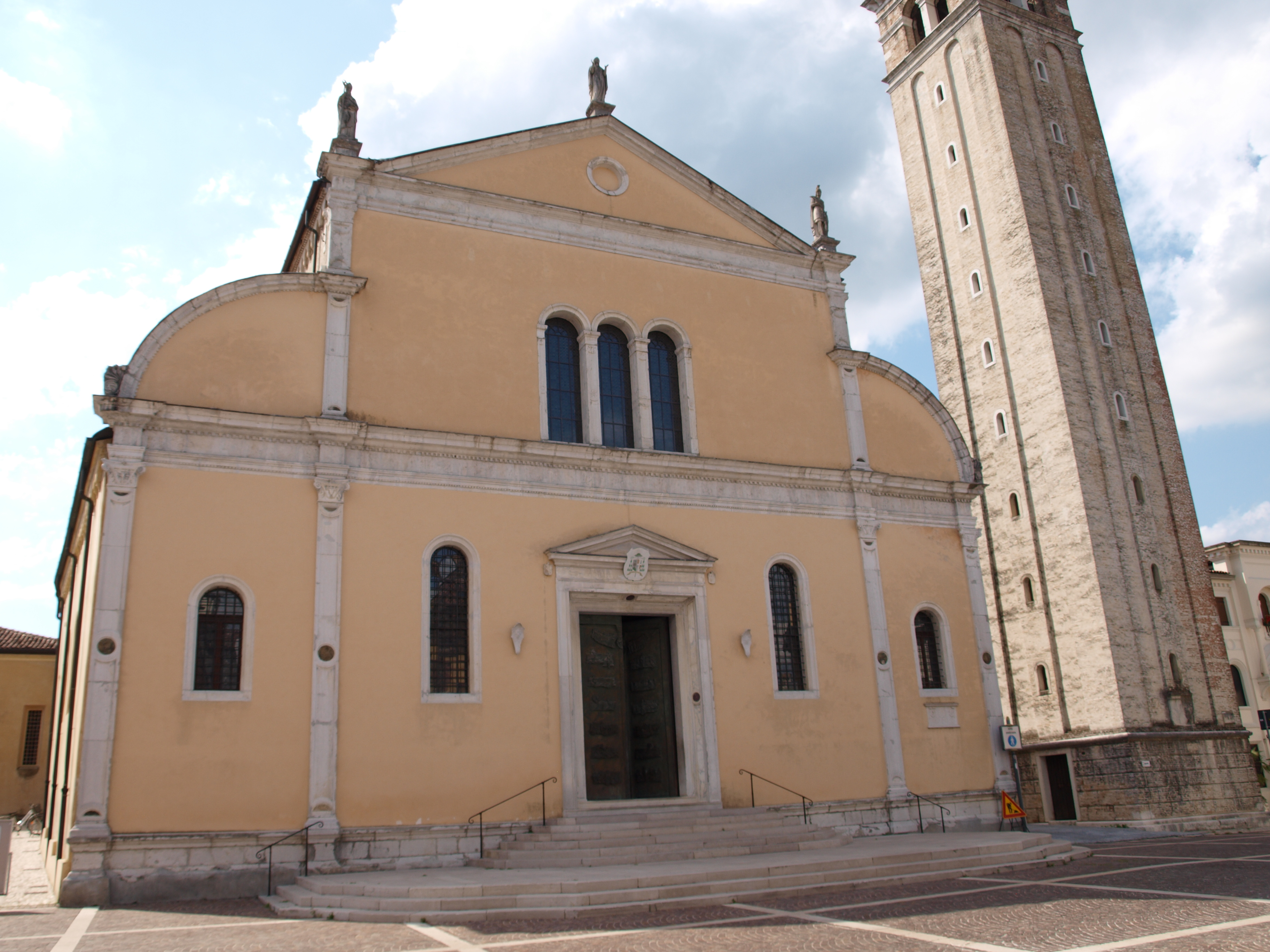
Il Duomo

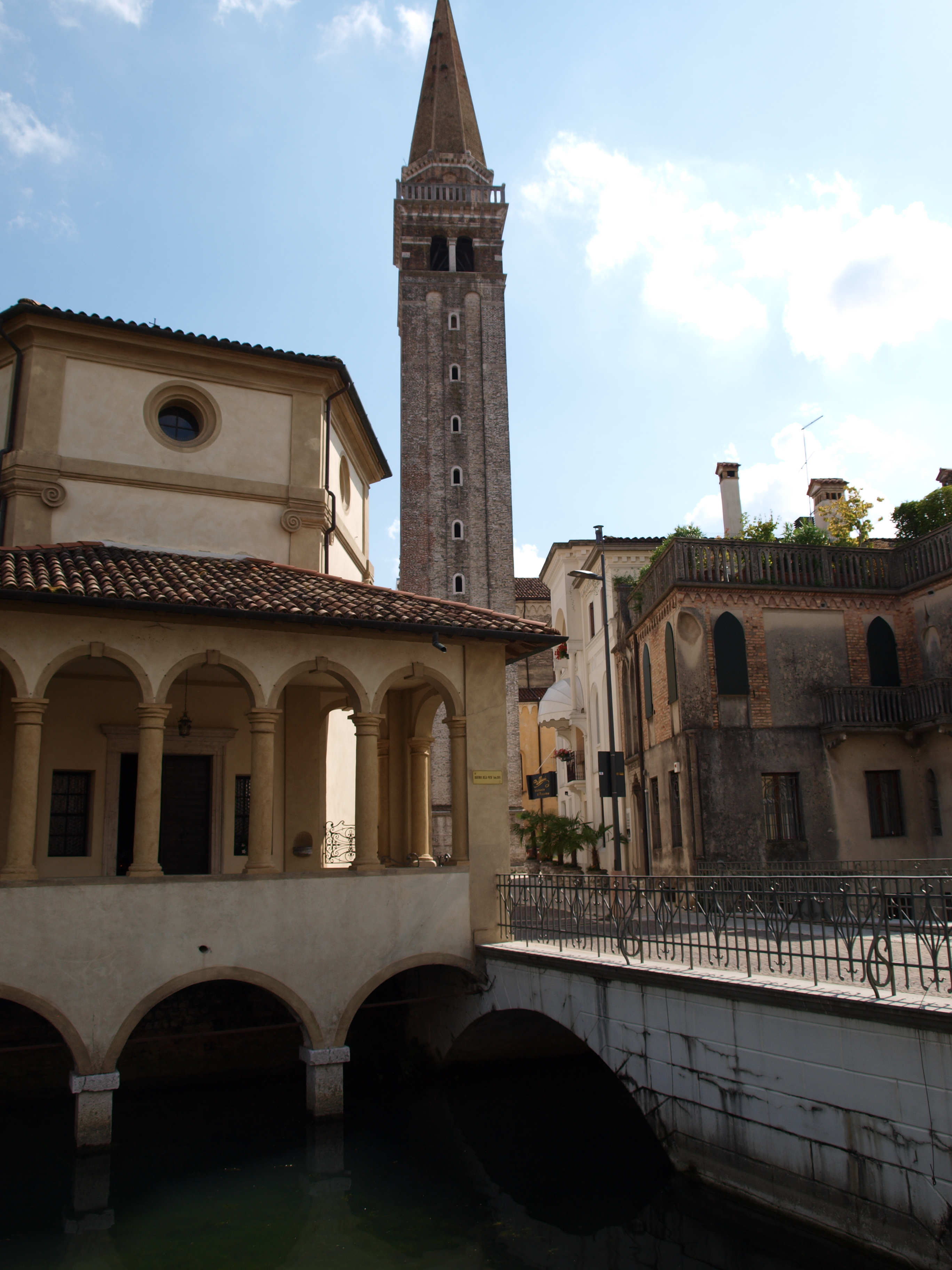
Campanile del Duomo e chiesa di Santa Maria della Pietà

### Architetture religiose
- Duomo. Il Duomo di San Nicolò, costruito da Beltrame e Vittorino da Como tra il 1474 e il 1496 in stile rinascimentale (anche se si possono notare delle reminiscenze dell'arte gotica, come ad esempio negli archi; è stato restaurato nelle forme originarie dopo il terremoto del 1976) custodisce al suo interno opere di Andrea Vicentino, Francesco da Bassano, Palma il Giovane, Pino Casarini e di altri artisti;
- Chiesa di Santa Maria della Pietà. La Chiesa di Santa Maria della Pietà, (XVII secolo): questa piccola chiesa a pianta esagonale si affaccia sul Livenza, al suo interno si trova una statua in pietra arenaria raffigurante la Pietà;
- Chiesa di San Gregorio. La Chiesa di San Gregorio (XVI secolo), ora chiusa al culto ed adibita a mostre e concerti, era la chiesa del vecchio ospedale di origine medievale;
- Oratorio di San Giuseppe. L'Oratorio di San Giuseppe si trova in piazzetta 4 novembre. Si tratta di un piccolo gioiello di chiesetta risalente al Seicento. All'interno vi si trova la lapide di sepoltura di Bellavite, risalente al 1680. La struttura, tuttora di proprietà privata, viene aperta al culto nei mesi di maggio, ottobre e il 19 marzo, giorno di commemorazione del santo a cui è dedicata;
- Chiesa di San Liberale. Edificio religioso risalente al ventesimo secolo è "copia perfetta"[9] del grande tempio dipinto da Raffaello Sanzio nell'olio su tavola "Sposalizio della Vergine" custodito alla Pinacoteca Brera di Milano;
- Chiesetta della Madonna delle Grazie. L'antico luogo di culto, in località Vistorta, conserva al suo interno alcuni affreschi di fine duecento e inizi Seicento;
- Chiesa di San Lorenzo. Chiesa parrocchiale nella frazione Cavolano.
- Ex convento di Sant'Antonio Abate.

### Architetture civili e militari
Il territorio presenta cinque edifici tutelati dall'Istituto regionale ville venete:
- Palazzo Candiani;
- Palazzo Carli;
- Palazzo Ettoreo, databile alla prima metà del XVI secolo;
- Palazzo Ragazzoni-Flangini-Biglia. Il Palazzo Ragazzoni-Flangini-Biglia (XV secolo) fu abitato e ampliato dalla famiglia veneziana Ragazzoni, signori del feudo di S.Odorico. Al suo interno si trova un ciclo di affreschi di Francesco Montemezzano raffiguranti la storia della famiglia[10];
- Villa Brandolini d'Adda (frazione di Vistorta), complesso risalente al XIX secolo, caratterizzato da uno dei parchi più rinomati del Friuli occidentale[11].Scorcio del centro storico

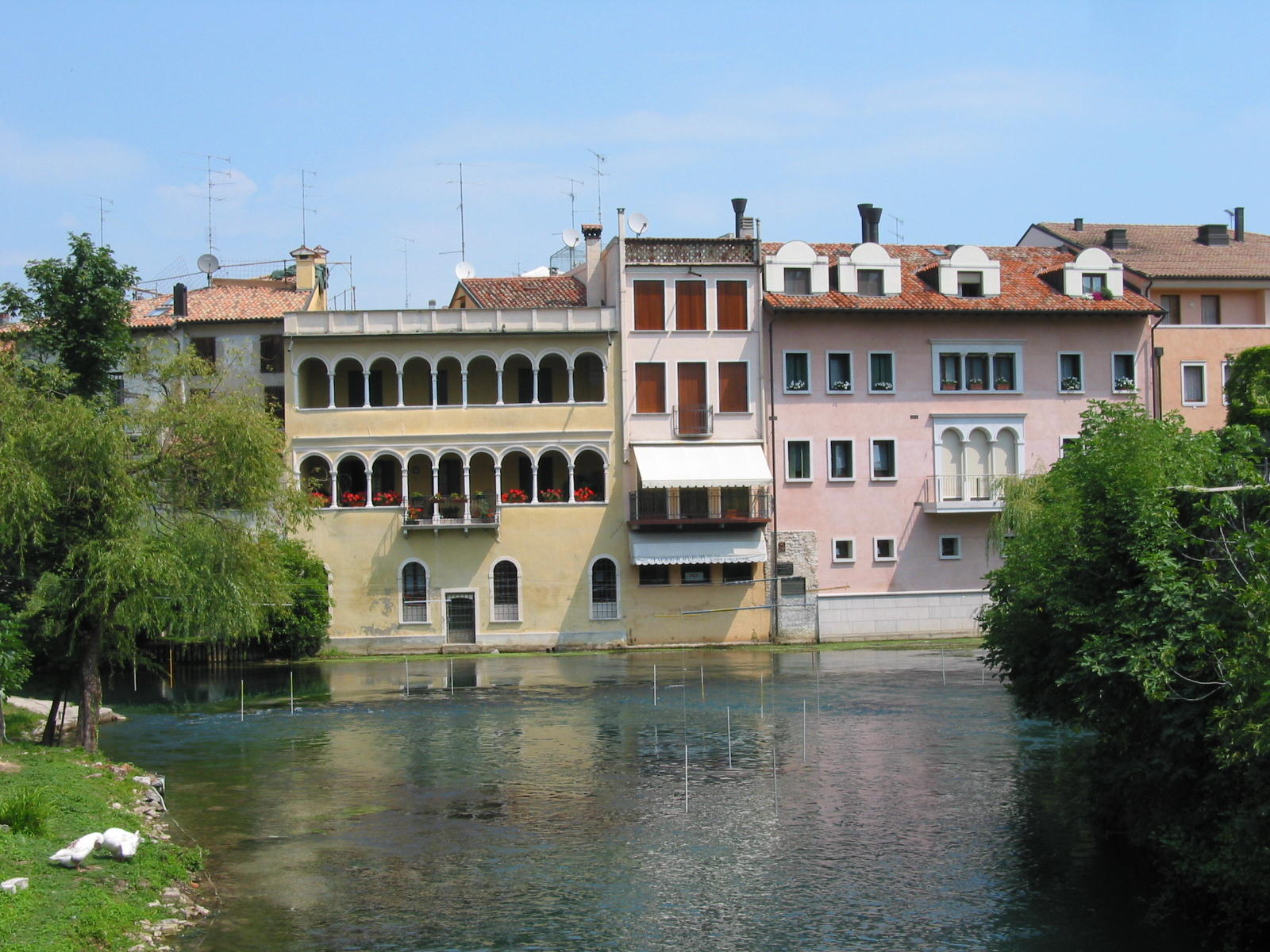
Scorcio del centro storico

- Palazzo Bellavitis. Il Palazzo Bellavitis si trova in Via XXV Aprile civico nº2. Si tratta di un palazzo di campagna risalente al 1600 con pavimenti a terrazzo veneziano, bel cortile interno con pozzo ed un bellissimo oleandro di oltre 50 anni a fiori bianchi. A metà scalinata centrale due affreschi, posti uno di fronte all'altro con gli stemmi delle famiglie Conti Bellavitis e Frangipane, sovrastano rari dipinti di giardini all'Italiana;
- Teatro Zancanaro;
- Fazioli Concert Hall;
- Teatro V. Ruffo.

Il centro storico conserva inoltre i resti delle antiche fortificazioni trecentesche, tra cui i torrioni di Prà Castelvecchio e largo Salvadorini.

### Altro
- Monumento ai caduti della prima e della seconda guerra mondiale, opera di Giuseppe Berti, e risalente alla prima metà del XX secolo;

## Economia
Nella città ha sede uno dei maggiori produttori di pianoforti da concerto del mondo, la Fazioli Pianoforti S.p.A., fondata nel 1981 da Paolo Fazioli; produce mediamente dai 120 ai 150 strumenti all'anno con una costruzione completamente artigianale. Per quanto riguarda l'artigianato, la città è rinomata soprattutto per la lavorazione del ferro battuto.

## Società

### Evoluzione demografica
Abitanti censiti

### Etnie e minoranze straniere
Al 31 dicembre 2023 gli stranieri residenti nel comune erano 2 204, ovvero l'11,0% della popolazione. Di seguito sono riportati i gruppi più consistenti:
1. Albania, 569
2. Romania, 379
3. Ucraina, 223
4. Senegal, 106
5. Marocco, 97
6. Cina, 80
7. Kosovo, 63
8. Moldavia, 61
9. Ghana, 58
10. Macedonia del Nord, 53

### Lingue e dialetti
A Sacile viene parlato il liventino, una varietà della lingua veneta appartenente ai dialetti settentrionali e tipico dell'area compresa tra Piave e Livenza. Una ricerca eseguita da Renato Appi nel 1968 constatava una notevole differenza tra il dialetto dei giovani e il dialetto degli anziani e che anche tra gli emigranti si conservava una parlata arcaica.

## Cultura

### Istruzione

#### Musei
- Raccolta di opere d'arte del Duomo di Sacile (Piazza Duomo)[21]
- Galleria d'Arte Moderna Pino Casarini (Piazza Duomo, 4)[22]
- Centro Studi Biblici della città di Sacile (Piazza Duomo, 4)[23]

### Eventi
Dal 1274, la prima domenica dopo ferragosto a Sacile si tiene la Sagra dei Osei, fiera-mercato di uccelli e animali da cortile, mostra nazionale canina, eventi e concorsi cinematografici. È la più antica fiera d'Europa. Particolare è la gara di chioccolo in cui i concorrenti imitano il canto degli uccelli. La manifestazione si svolge anche in forma ridotta in primavera.
Tra giugno e agosto viene organizzata una rassegna di musica da camera nell'ambito del Friuli Venezia Giulia International Music Meeting. Si tratta di un festival con concerti aperti al pubblico e seminari riservati ai musicisti.
Per alcuni anni la città ha ospitato le Giornate del Cinema Muto: si tratta di un'iniziativa partita nei primi anni 2000 contestualmente alla ristrutturazione del Teatro Verdi nella città di Pordenone, sede originale della manifestazione. Il festival di cinema è ora condotto in concomitanza in entrambe le città.
Il 24 maggio 2021 la città è stata punto di partenza per la sedicesima tappa del Giro d'Italia.

## Amministrazione

### Sindaci dal 1946
|                                                      | Ciro Liberali                       | Partito Repubblicano Italiano | 1946-1951      | 1946   |
|                                                      | Mario Amadio                        | Democrazia Cristiana          | 1951-1956      | 1951   |
|                                                      | Mario Viotto                        | Democrazia Cristiana          | 1956-1965      | 1956   |
| 1960                                                 | Mario Viotto                        | Democrazia Cristiana          | 1956-1965      |        |
|                                                      | Paolo Da Re                         | Democrazia Cristiana          | 1965-1975      | 1964   |
| 1970                                                 | Paolo Da Re                         | Democrazia Cristiana          | 1965-1975      |        |
|                                                      | Ivonne De Conto                     | Democrazia Cristiana          | 1975-1977      | 1975   |
|                                                      | Francesco Andreoli                  | Partito Socialista Italiano   | 1977-1980      | (1975) |
|                                                      | Mario Sartori di Borgoricco         | Democrazia Cristiana          | 1980-1985      | 1980   |
|                                                      | Isidoro Gottardo                    | Democrazia Cristiana          | 1985-1993      | 1985   |
| 1990                                                 | Isidoro Gottardo                    | Democrazia Cristiana          | 1985-1993      |        |
|                                                      | Gina Fasan                          | Democrazia Cristiana          | 1993-1995      | (1990) |
| Sindaci eletti direttamente dai cittadini (dal 1995) |                                     |                               |                |        |
|                                                      | Gina Fasan                          | Grande coalizione             | 1995-2003      | 1995   |
| 1999                                                 | Gina Fasan                          | Grande coalizione             | 1995-2003      |        |
|                                                      | Loris Monai (Vicesindaco f.f.)      | Grande coalizione             | 2003-2004      | (1999) |
|                                                      | Roberto Cappuzzo                    | Centro-sinistra               | 2004-2009      | 2004   |
|                                                      | Roberto Ceraolo                     | Centro-destra                 | 2009-2018      | 2009   |
| 2014                                                 | Roberto Ceraolo                     | Centro-destra                 | 2009-2018      |        |
|                                                      | Claudio Salvador (Vicesindaco f.f.) | Centro-destra                 | 2018           | (2014) |
|                                                      | Carlo Spagnol                       | Centro-destra                 | 2018-in carica | 2018   |
| 2023                                                 | Carlo Spagnol                       | Centro-destra                 | 2018-in carica |        |

### Gemellaggi
- La Réole, dal 2000[26][27]
- Vila-real, dal 2014[28]
- Cittanova, dal 2015[29]
- Giffoni Valle Piana, dal 2011[senza fonte]

## Infrastrutture e trasporti

### Strade
Sacile è attraversata dalla strada statale 13 Pontebbana ed è servita dalle uscite di Sacile Est e Sacile Ovest dell'autostrada A28 Conegliano-Portogruaro.

### Ferrovie
Sacile possiede due stazioni ferroviarie. La stazione di Sacile, la principale, si trova sulla linea Venezia-Udine ed è capolinea della linea Sacile-Pinzano-Gemona.
A circa 2 km dalla stazione di Sacile si trova la fermata ferroviaria di Sacile San Liberale, che si trova lungo la linea Sacile-Pinzano-Gemona.

## Sport

### Canoa
La tradizione canoistica sacilese viene portata avanti, sin dalla prima metà del Novecento, dal Canoa Club Sacile, riconosciuto ufficialmente da CONI e FICK dal 1977.
Amatori e agonisti si incontrano sulle acque del Livenza, fiume placido con un carattere torrentizio, che permette una navigazione prettamente turistica per gli amatori e una corretta preparazione condizionale e tecnica per gli atleti del Canoa Club, i quali durante il periodo agonistico collezionano titoli nazionali e internazionali.

### Calcio
Le principali società calcistiche della città sono la Società Sportiva Sacilese Calcio (affiliata al L.R. Vicenza), l'ASD Liventina San Odorico e il Cavolano Calcio.

### Basket
In ambito cestistico le due società cittadine sono il Sacile Basket e l'Humus Basket Sacile.

### Ginnastica artistica
La principale società di ginnastica artistica e ritmica è la Ginnastica Moderna Sacile.